# Фугас (хлеб)
Фугас (фр. fougasse, на окситанском fogaça) — плоский вид хлеба во французской кухне, который связывают с Провансом, но он также встречается (с вариациями) в других регионах. Обычно хлеб имеет вырезы, по форме напоминает пшеничный колос.

## История и этимология
В Древнем Риме panis focacius представляли собой лепёшки, испечённые на золе очага (focus на латыни). На этой основе возник разнообразный ассортимент хлеба, включая фокаччу в итальянской кухне, hogaza в Испании, fogassa в Каталонии, fugàssa в Лигурии, pogača на Балканах, pogácsa в Венгрии, fougasse в Провансе (пишется fogatza), fouace или fouée в других регионах Франции и на Нормандских островах. Прованская версия обычно содержит такие добавки, как оливки, сыр, чеснок или анчоусы.
В Португалии также есть сладкий хлеб fogaça. В Бразилии pão sovado — это типичный большой фугас, тогда как рецепт, характерный для штатов Рио-де-Жанейро, Эспириту-Санту и прилегающих регионов, находится между fougasse и bolillo (в этих регионах известен как pão francês или pão-de-sal): он напоминает маленькую пикантную булочку и называется pão suíço. Это, пожалуй, самый сладкий из рецептов домашнего хлеба, который обычно готовят в Бразилии.
Фугас традиционно использовался для оценки температуры дровяной печи. Время, необходимое для выпекания, даёт представление о температуре печи и о том, можно ли загрузить остальную часть хлеба (отсюда и французская фраза «il ne faut pas brûler la fougasse»: «не сжигайте фугас»).
Фугас — это также разновидность выпечки из Монако, покрытая миндалём и орехами.

## Использование в блюдах
Хлеб используется для приготовления французской версии кальцоне, в которой может быть сыр и небольшие полоски бекона внутри, помещённые в «карман» путём складывания хлеба. Другие начинки включают сухофрукты, рокфор и орехи или оливки и козий сыр. Этот вариант также считается разновидностью фугаса.